# Hong Kong aux Jeux olympiques d'hiver de 2022
Hong Kong participe aux Jeux olympiques d'hiver de 2022 à Pékin en Chine du 4 au 20 février 2022. Il s'agit de sa sixième participation à des Jeux d'hiver.

## Athlètes engagés
| Sport       | Hommes | Femmes | Total |
| ----------- | ------ | ------ | ----- |
| Short-track | 1      | 1      | 2     |
| Ski alpin   | 1      | 0      | 1     |
| Total       | 2      | 1      | 3     |

## Résultats

### Patinage de vitesse sur piste courte (short-track)
Le comité sécurise un quota pour la compétition à la suite de la Coupe du monde 2021-2022. Cette qualification sur 500 m revient à la performance de Sui Xin mais ce dernier n'a pas obtenu son passeport de la RAS de Hong Kong et c'est finalement Sidney Chu qui va concourir à sa place. 
| Athlète    | Épreuve | Série    | Série | Quart de Finale | Quart de Finale | Demi-finale | Demi-finale | Finale Finale B | Finale Finale B |
| Athlète    | Épreuve | Temps    | Rang  | Temps           | Rang            | Temps       | Rang        | Temps           | Rang            |
| ---------- | ------- | -------- | ----- | --------------- | --------------- | ----------- | ----------- | --------------- | --------------- |
| Sidney Chu | 500 m   | 44 s 857 | 3e    | Éliminé         | Éliminé         | Éliminé     | Éliminé     | Éliminé         | 24e             |

### Ski alpin
Deux skieurs parviennent à décrocher un quota au terme de la saison 2021-2022 :
- Chez les femmes, Audrey King participe aux épreuves de slalom, elle qui a déjà représenté son pays aux JOJ d'hiver de 2020 à Lausanne ; lors de son arrivée à Pékin, elle est testée positive au Covid-19[6]
- Chez les hommes, Adrian Yung, skieur de 17 ans[7] est éligible piour les épreuves de slalom et slalom géant.

Les deux skieurs, sous la conduite de leur entraineur Marko Rudic, évoluait en stage de préparation en Bosnie sur les pistes des Jeux olympiques de Sarajevo.
| Athlète     | Épreuve             | 1re manche | 1re manche | 2e manche | 2e manche | Total    | Total    |
| Athlète     | Épreuve             | Temps      | Rang       | Temps     | Rang      | Temps    | Rang     |
| ----------- | ------------------- | ---------- | ---------- | --------- | --------- | -------- | -------- |
| Adrian Yung | Slalom hommes       | Abandon    | Abandon    | Éliminé   | Éliminé   | Éliminé  | Éliminé  |
| Adrian Yung | Slalom géant hommes | Abandon    | Abandon    | Éliminé   | Éliminé   | Éliminé  | Éliminé  |
| Audrey King | Slalom femmes       | Abandon    | Abandon    | Éliminée  | Éliminée  | Éliminée | Éliminée |